# Mnemiopsis leidyi
La noce di mare (Mnemiopsis leidyi A. Agassiz, 1865) è uno ctenoforo appartenente alla famiglia Bolinopsidae. Al genere Mnemiopsis Agassiz, 1860 appartengono altre due specie: la M. gardeni e la M. mccradyi, con un'area di distribuzione diversa; l'opinione più accreditata è però che le tre specie siano forme zoologiche diverse della M. leidyi anche se mostrano un certo polimorfismo dovuto agli adattamenti ambientali.

## Descrizione
La Mnemiopsis viene facilmente scambiata per una medusa per via della sua trasparenza, ma è lontana dall'esserlo.
Il corpo trasparente ed ovale presenta sei lobi, di cui due sono evidenti a prima vista (ogni grosso lobo si alterna con due piccoli), sui quali sono disposte delle file di pettini ciliati; due file per ogni grosso lobo ed una sola per ogni lobo piccoli. Questi cigli brillano di una luce blu-verde quando vengono stimolati dalla luce o dal contatto. Usa i suoi numerosi tentacoli per nutrirsi, essi però, a differenza dei cnidari, non sono urticanti per l'uomo: sono colloblasti adesivi che non emettono nessuna tossina che sono disposti lungo due lunghi e fini tentacoli che fluttuano nell'acqua. L'intero corpo è costituito al 97% da acqua ed ha dimensioni ridotte: misura circa 7–12 centimetri di lunghezza per 2,5 cm di larghezza.

## Distribuzione e habitat

Areale della M. leidyi

È una specie originaria dell'Atlantico introdotta con l'acqua di zavorra delle navi cisterna nel Mar Nero, dov'è stata osservata a partire dalla fine degli anni '80. Successivamente la specie è stata osservata nel mar Caspio a partire dal 1997.
Con il tempo ha colonizzato anche altri mari: negli anni '90 lo ctenoforo è stato osservato nel mar Egeo da cui, dopo 10 anni di latenza, ha iniziato ad espandersi fino a colonizzare l'intero Mediterraneo. Per quanto riguarda i mari italiani, è stata segnalata sporadicamente dal 2005 e stabilmente dal 2016 nell'Adriatico settentrionale,, mentre nel Tirreno è stata segnalata almeno dal 2011.
M. leidyi è stato osservato anche nel mar del Nord e mar Baltico a partire dal 2005 e dal 2007, arrivato molto probabilmente sempre da acque di zavorra provenienti da zone più settentrionali rispetto l'areale originale degli individui che hanno colonizzato il Mediterraneo.
Nel 2015 la specie è stata segnalata per la prima volta in Sardegna nella laguna di S'Ena Arrubia (OR).
Vive nelle acque poco profonde ed eutrofizzate. Le specie sono molto tolleranti ai cambiamenti ambientali (sono eurialine e euriterme) e di conseguenza molto resistenti: si possono sviluppare sia in estuari del mar Baltico che in acque calde e povere in ossigeno.

## Ecologia
La Mnemiopsis è un animale carnivoro che si nutre di zooplancton, tra cui anche i crostacei ed altri ctenofori, oltre a larve ed uova di pesce. I suoi predatori sono in genere vertebrati, fra i quali pesci ed uccelli, ma anche altro zooplancton, come le specie di Beroe o diverse meduse Scyphozoa.
Il successo ecologico della M. leidyi è dovuto alla sua capacità di utilizzare le sue ciglia per generare una corrente che trascina grandi volumi d'acqua per essere filtrati, senza che le sue prede possano notarlo. Questa "predazione furtiva" fa della Mnemiopsis un predatore generalista molto efficace, che cattura una vastissima gamma di prede microplantoniche (ossia di circa 50 µm), dei copepodi (+/- 1 mm) e delle larve di pesci (fino a 3 mm o più). L'efficacità e la polivalenza di questo meccanismo rende la M. leidyi una specie distruttrice e molto invadente quando non controllata dai suoi predatori.

## Riproduzione
La noce di mare è una specie ermafrodito,  quindi capace di auto-fertilizzarsi. Le gonadi contengono gli ovari, mentre grappoli di spermatofori sono presenti nel gastroderma. La fecondazione avviene esternamente, di notte, con le uova e gli spermatofori rilasciati nella colonna d'acqua. Le uova rilasciate sviluppano rapidamente uno strato esterno spesso dopo aver toccato l'acqua salata. In tal modo, possono essere prodotti da un esemplare adulto anche 10.000 uova in aree dove le prede sono abbondanti. Le Mnemiopsis sono fertili appena raggiungono una dimensione di circa 15 mm.

## Pericolosità
La Mnemiopsis è stata inserita nell'elenco delle 100 tra le specie invasive più dannose al mondo.
I danni sono dovuti alla sua prolificità e al suo regime alimentare a base di zooplancton. Si è calcolato, ad esempio, che la sua presenza è all'origine del calo dell'80% del zooplancton del mar Caspio. Forti ripercussioni sull'ambiente e sull'economia ha avuto la sua introduzione nel mar Nero. In altri mari il suo impatto è stato importante, anche se minore, probabilmente a causa della presenza di predatori o di altri planctofagi. La dannosità deriva dalle conseguenze del suo sviluppo (si adatta molto facilmente ai nuovi ambienti, sopportando ampie variazioni di temperatura), poiché la diminuzione di zooplancton riduce direttamente o indirettamente le popolazioni ittiche locali.
Il surriscaldamento dei mari, provocato dal riscaldamento globale, sta favorendo una settentrionalizzazione dell'areale europeo di M. leidyi. Secondo alcune stime lo ctenoforo nel 2100 potrà colonizzare anche i mari dell'Artico, dove la predazione sui calanoidi (importante fonte di cibo tra gli altri anche per alcune balene) potrebbe assumere tassi molto imponenti.

### Il caso del mar Nero
Come già accennato, nel mar Nero è stata introdotta negli anni ottanta (probabilmente grazie all'involontario trasporto nelle acque di zavorra delle navi mercantili), mentre era presente in quelle acque una sola specie di ctenofori, la Pleurobrachia pileus; la prima registrazione della M. leidyi nel mar Nero data del 1982.
Nel 1989, la popolazione nel mar Nero aveva raggiunto livelli altissimi con circa 400 esemplari per m³ d'acqua. Negli anni seguenti, a causa dell'intenso consumo delle fonti di cibo, la popolazione si è ridotta. Nel mar Nero, le M. leidyi si nutrono di uova e larve di pesci pelagici, riducendone fortemente la popolazione, con pesanti effetti sul commercio locale delle acciughe (Engraulis encrasicholus) che tra l'altro competono per le stesse risorse alimentari.